# Gulbukigt murmeldjur
Gulbukigt murmeldjur (Marmota flaviventris) är ett murmeldjur med utbredning i västra Nordamerika. 

## Beskrivning
Som namnet antyder är djurets päls på buken gulaktig medan den på ryggen är gråbrun. Huvudet är kort, med små, runda öron, en vitaktig fläck mellan ögonen samt kring munnen och svart nos. Kroppslängd är på 47 till 70 centimeter inklusive den yviga svansen på 13 till 22 cm. Hanar är tydligt längre än honor. Vikten för hannar ligger mellan 3 och 5 kilogram, medan honor blir 1,6 till 4 kilogram tunga.

## Utbredning
Arten förekommer från sydvästra Kanada och västra USA. Utbredningsområdet sträcker sig över Sierra Nevada och Klippiga bergen.

## Ekologi
Det gulbukiga murmeldjuret lever på marken i många olika, torra och ej för kyliga habitat som ängar, stäpper, halvöknar, skogar, skogsbryn och -gläntor samt bergsängar. I de sydligare delarna av utbredningsområdet kan de nå rätt höga höjder, sällan under 2 000 meter över havet. De bor i underjordiska gångsystem som de gräver ut i gräs- och örttäckta sluttningar. Gångsystemen används även för vintersömnen, som varar från september till maj.
En hanne lever oftast tillsammans med flera honor, även om parbildningar också är kända. Varje grupp har ett revir som är i medeltal 0,7 hektar stort. När fiender, som prärievargar, vargar, svartbjörnar, grävlingarar, lodjur eller rovfåglar kommer för nära boet, varnar ett murmeldjur sina artfränder med höga läten. Amerikanska mårdar och långsvansade vesslor tar artens ungar, men jagas i regel bort av de vuxna djuren.

### Föda
Gulbukigt murmeldjur äter huvudsakligen gräs, örter, blad, blommor, frukter, frön och tillfälligtvis insekter (bland annat fjärilslarver).

### Fortplantning
Det gulbukiga murmeldjuret leker en gång per år, på våren strax efter vintersömnens slut.
Efter dräktigheten som varar i 30 till 32 dagar föder honan vanligen tre till åtta ungar (genomsnittligen drygt fyra). Normalt lämnar ungarna boet för första gången efter tre veckor. De blir könsmogna under andra levnadsåret. De manliga ungarna, och många av honungarna, lämnar i regel gruppen redan omkring ett års ålder.
Arten kan bli 13 till 15 år gammal. En stor del av dödsfallen sker i samband med vintersömnen.